# Perilissus orientalis
Perilissus orientalis là một loài tò vò trong họ Ichneumonidae.